# دندان افعی
دندان افعی فیلمی به کارگردانی اسماعیل کوشان و نویسندگی ابراهیم زمانی آشتیانی ساختهٔ سال ۱۳۴۰ است.

## خلاصه داستان
كارگر ساده ي معدن با دختر اربابش برخورد كرده و با او آشنا مي شود. اين آشنايي بعدها عميق تر و مبدل به عشق مي شود. پيشكار صاحب معدن كه قصدش تصاحب ثروت ارباب است با اين رابطه مخالفت كرده و با دسيسه هايي سعي در ايجاد اختلاف مي كند و سرانجام حقيقت فاش شده و خود در جريان يكي از توطئه هايش جانش را از دست مي دهد.

## بازیگران
- ایلوش
- ژاله
- فریدون نریمان
- پرویز جعفری
- جواد تقدسی
- سیما
- ذکریا هاشمی